# Hintata
 (février 2024).
Les Hintata (en arabe : هنتاتة, hintāta; en berbère : ⵢⵉⵏⵜⵉ ou ⵉⵏⵜⵉ, yinti ou inti) sont une ancienne confédération tribale du Haut Atlas du groupe des Masmouda . Leur territoire se situait au sud-ouest de Marrakech, dans les environs de la vallée du N'Fiss (Nfiss). Appuis de la première heure des Almohades, ils leur survécurent et devinrent à la fin du XIIIe siècle gouverneurs de Marrakech, d'abord pour le compte des sultans mérinides, puis, sans doute à partir des années 1440, en toute indépendance. Résistant à l'assaut portugais de 1515, les émirs hintata de Marrakech sont évincés par le chérif saadien Ahmed al-Araj en 1525.

## Histoire

### Origines
Les Hintata sont composés de neuf clans, parmi lesquels ceux de Gaygāya et de Wuzkīta. Leur territoire est situé au sud de Marrakech.

### Période almohade
À partir de 1125, les principaux cheikhs Hintata, Wānūdīn ibn Yansilt, Namīr ibn Dāwūd, Abū Māgalīfa et Faska U-Mzal, décidèrent d'appuyer le mahdi Ibn Toumert, originaire de l'Anti-Atlas, dans sa volonté de conquérir le pouvoir aux dépens des Almoravides.
La tribu des Hintata est alors la tribu la plus puissante et la plus nombreuse des tribus masmoudiennes de l'Atlas marocain. Les Hintata sont donc les premiers à embrasser la cause d'Ibn Toumert, et ce sont surtout par leurs efforts que l'autorité de celui-ci, et de son successeur Abd al-Mumin ont pu s'établir.
De par leur rôle important dans la conquête de Marrakech, les cheikhs hintata obtiennent des fonctions de commandement dans l'armée almohade puis de gouverneurs provinciaux. Faska U-Mzal troqua son nom amazigh contre celui d'un compagnon du prophète, et sous le nom de Abū Ḥafṣ ‘Umar ibn Yaḥyā, donna indirectement naissance en Ifriqiya à la dynastie hafside. Pendant la phase de décadence des Almohades, dans les années 1220, des émirs hintata du Maghreb et d'al-Andalus influent sur les destins des prétendants au califat, notamment Ibn al-Shahid, petit-fils d'Abū Ḥafṣ ‘Umar ibn Yaḥyā, qui appuie de manière déterminante les prétentions du calife al-Adil.

### Période mérinide
Après l'arrivée au pouvoir des Banu Marin à Fès, la puissance des Hintata ne décroit pas, bien au contraire. Une famille hintata, les Oulad Yunus, rendent de grands services aux sultans de Fès dans la collecte de l'impôt dans la région de Marrakech et du Haut-Atlas. Au milieu du XIVe siècle, le sultan mérinide Abu al-Hasan trouve refuge dans le Djebel Hintata après avoir été évincé par son fils Abu Inan Faris. Il y meurt en 1351, après avoir bénéficié de la protection du puissant cheikh hintata ‘Amir ibn Muhammad ibn Ali. Ce même ‘Amir, s'immisce quelques années plus tard dans la succession d'Abu Inan Faris et soutient Muhammad al-Mu‘tamid lorsqu'il s'installe à Marrakech, l'aidant à asseoir son autorité dans la région. Il reçoit en 1360 le grenadin Ibn al-Khatib, qui ne tarit pas d'éloges à leur propos.

### Gouverneurs de Marrakech
En 1362, l'omnipotent vizir ‘Abd Allah al-Yabani, qui règne à Fès, nomme ‘Amir gouverneur de toutes les terres mérinides au sud du fleuve Oum Errabia. Les Oulad Yunus servent de relais à l'autorité mérinide à Marrakech, dans le Haouz et le Haut-Atlas, mais en 1370, ‘Amir se soulève contre les Mérinides. Capturé, il est exécuté. Ses successeurs de la famille Oulad Yunus se maintiennent à Marrakech, avec une autonomie croissante vis-à-vis des vizirs Wattassides. Dès lors qu'Ibn Khaldoun cesse de renseigner sur le destin des Oulad Yunus, peu d'éléments sont connus sur les Hintata qui règnent sur Marrakech au XVe siècle. Deux épitaphes des Tombeaux saadiens indiquent qu'un certain Ahmed ben ‘Amer, mort en 1455, est le premier à se donner le titre d'émir, alors que son père n'était qu'un cheikh qui témoignait encore sa fidélité pour les Wattassides en envoyant dans les années 1430 des contingents pour tenter de reconquérir Ceuta. En-Naser, fils de son cousin germain, lui succède. Mieux connu grâce aux sources portugaises, il règne sur Marrakech mais contrôle très mal l'arrière-pays, soumis dans tout le XVe au déferlement hilalien qui met à mal l'influence hintata dans le Haouz. Durant une bonne partie du XVe et jusque dans les années 1520, toutes les tribus au sud de l'Oum Errabia se gouvernent avec une certaine indépendance. Lorsqu'il visite à plusieurs reprises entre 1510 et 1515 Marrakech, Léon l'Africain décrit des "rois" logeant sans faste dans le vieux palais almohade de la Kasbah tombant en ruine.
En 1481, le Portugal établit un comptoir commercial à Safi, qui était alors sous la domination d'un caïd indépendant des Hintata. En 1502, Emmanuel Ier commence à entreprendre une correspondance, d'abord cordiale avec « Hanacer, filho de Jufiz, filho de Orne Almumem bena Alle Alintety », présenté comme le roi et cheikh de Maroc. Mais en 1510, les relations se détériorent rapidement lorsque les Portugais prennent par la force Safi. Dès 1512, les Portugais font payer tribut jusqu'aux abords d'Aghmat. En octobre 1514, Diogo Lopes, almocaddem de Safi, vient razzier le Haouz, et ses soutiens viennent frapper aux portes de Marrakech acclamer le roi du Portugal. Le 22 janvier 1515, Nuno Fernandes de Ataíde (pt) réitère le geste, ses soutiens couvrant de graffitis les vantaux des portes de Marrakech. Démoralisé et impuissant, En-Naser se cloitra trois jours durant dans son palais, en larmes. Le 23 avril, Nuno Fernandes et le capitaine d'Azemmour tentent d'assiéger Marrakech. Mais En-Naser s'était préparé à cette attaque et avait pu compter sur l'appui du caïd de Fès, et surtout sur les renforts du chérif saadien, qui se trouvait alors en ville. La résistance est victorieuse. Durant les cinq années suivantes, les Portugais essuient plusieurs revers dans le nord et l'ouest du Maroc, contrariant leurs plans ambitieux. En 1520, En-Naser meurt, avec le titre encore souverain d'émir de Marrakech. Son fils, Muhammad Bou Chentouf (« l'homme à la mèche ») est exécuté en 1525 par le chérif saadien Ahmed al-Araj, mettant fin à un siècle et demi de gouvernement hintata caractérisé par un inexorable déclin de l'ancienne capitale impériale.

### Héritage
Encore dans les années 1570, l'espagnol Marmol décrit les montagnes au sud et au sud-ouest de Marrakech comme le Djebel Hintata. Après lui, ce nom disparait. La nisba Hintātī existe de nos jours encore en Tunisie notamment dans la région de Sfax, témoignant de l'influence de ce groupe masmoudien en Ifriqiya à travers la dynastie hafside.

## Structure tribale
Le Kitāb al-ansāb d'Ibn ‘Abd al-Ḥalīm (XIVe siècle), rapportant des éléments d'un dénommé al-Magīlī (m. 1077/1078), indique que l'ancêtre commun des Hintata était un dénommé "Yintī", donnant à la tribu son nom berbère, Inti. Celui-ci indique en outre que la tribu se composait de neuf fractions : les (Aït) Ghighaya, les (Aït) Lamazdur, les (Aït) Tagurtant, les (Aït) Taklawwuh-tin, les (Aït) Talwuh-rit, les (Aït) Tumsidin , les (Aït) Wawazgit, les (Aït) Yigaz, and leurs alliés les Mazala. Les Ghighaya et les Ouzguita se sont après la désagrégation de la confédération hintata érigées en tribus indépendantes et continuent d'exister de nos jours. Le Djebel Hintata, évoqué par quantité d'auteurs, devait se situer dans les piémonts et les vallées du sud et du sud-ouest de Marrakech, autour des vallées du Nfiss et de la Ghighaya. Ces tribus, issues du groupe Masmouda, étaient sédentaires.

## Sources

### Sources bibliographiques
1. ↑  Ibn Khaldoun, p. 281